# Atto di controllo
Nel diritto amministrativo l'atto di controllo è un atto amministrativo attraverso il quale viene verificata la conformità di un altro atto della stessa natura alle norme giuridiche alle quali la pubblica amministrazione si deve attenere in virtù del principio di legalità (cd. controllo di legittimità) oppure la corrispondenza tra il contenuto di un altro atto amministrativo e i criteri di opportunità e convenienza cui la pubblica amministrazione deve sempre adeguarsi (cd. controllo di merito).